# S.E.S.
S.E.S. (Hangul: 에스.이.에스; iniciales de Sea, Eugene, Shoo) fue un grupo femenino surcoreano de 3 miembros creado por S.M. Entertainment en 1997 formado por las miembros Bada, Eugene y Shoo. Este grupo es considerado el primer grupo femenino del k-pop que gozó de éxito, y al que le seguirían grupos como Fin.K.L, Baby V.O.X y Chakra.
El grupo se disolvió oficialmente en diciembre de 2002 después de que los contratos de Bada y de Eugene expiraran, aunque Shoo también se separó eventualmente de S.M. Entertainment en 2006. Su lanzamiento final fue el álbum recopilatorio Beautiful Songs lanzado a mediados de 2003, donde promocionaron su último sencillo original «S.II.S (Soul To Soul)», del álbum de grandes éxitos Friend.
En años subsecuentes, los miembros anteriores aventuraron en actividades de música solista y también actuando, en diversos grados de éxito.
En octubre de 2016, se anunció públicamente que el trío volvería a la escena musical para celebrar su vigésimo aniversario desde que debutó con el álbum I'm Your Girl. Después de lanzar el sencillo buzz «Love [story]», un remake de su sencillo de 1999 «Love», a través del proyecto digital de S.M. SM Station el 28 de noviembre y su álbum especial de sus 20 años, Remember fue lanzado el 2 de enero de 2017, con dos pistas principales «Remember» y «Paradise».

## Historia

### Predebut: Descubrimiento
Su biografía oficial dice que Bada fue la primera que fue descubierta, cuando Lee Soo-man la vio cantando en su escuela de artes escénicas en 1996. Tomada por su voz, rápidamente le ofreció un contrato de grabación. Eugene, por otra parte, no fue reclutada en persona. En cambio, envió un video desde Guam, donde vivía en ese momento, mostrando su personalidad burbujeante. Llegó a los ejecutivos de S.M., que acordaron que ella podría ser una estrella. La última miembro que se reclutó fue Shoo, que fue la única que pasó por un proceso de audición "real". Rápidamente comenzaron a entrenar, pasando por la voz, el baile, y lecciones de entrevista.

### 1997–1998:I'm Your GirlySea & Eugene & Shoo
Lanzaron su primer álbum, I'm Your Girl, en 1997 bajo S.M. Entertainment, y tuvieron su debut público en noviembre de ese año. Su estilo en el tiempo era muy inocente, con su sonido que consistía sobre todo de canciones lindas de amor. En gran parte de su trabajo promocional, incluyendo una aparición en el programa Proponer de Lee Sora, mostraron sus múltiples habilidades: Eugene demostró su formación en el piano, mientras que Bada mostró su voz fuerte, con Shoo respaldándola con armonía vocal. Eventualmente, los sencillo «I'm Your Girl» (que tuvo a los miembros Eric Mun y Andy Lee de Shinhwa rapeando en la introducción) y «Oh, My Love!» se convirtieron en grandes éxitos para S.E.S., y rápidamente se convirtió en uno de los grupos más vendidos en el K-Pop. Bada rápidamente se hizo conocida por su rango vocal, mientras que Eugene fue reconocida por su belleza, y Shoo por su fluidez en el idioma japonés
Su segundo álbum, Sea & Eugene & Shoo, fue lanzado en 1998. Aunque su sonido no cambió mucho de su debut, el video musical para el sencillo «Dreams Come True» (un cover de «Like A Fool» del grupo finlandés Nylon Beat) llamó la atención de su aspecto espacial, con el cabello funky y trajes brillantes. Esta canción también se convirtió en un éxito, junto con «너를 사랑해 (I Love You)», que las vio volver a sus looks lindos. Eventualmente, el álbum vendió más de 650.000 copias.
También lanzaron un álbum japonés ese año, Meguriau Sekai, pero no lo hicieron bien. Entre sus álbumes coreanos, S.E.S. continuó lanzando sencillo y álbumes japoneses, pero esos nunca fueron tan ampliamente recibidos como sus obras coreanas

### 1999–2000:Lovey creciente popularidad
A finales de 1999, su tercer álbum Love fue lanzado. Eventualmente se convirtió en su álbum más vendido, con más de 762.000 copias vendidas. Este álbum también vio un cambio marcado en su imagen, lejos de las chicas tiernas en cantantes. Todas ellas con el cabello teñido y teniendo trajes de cuero inusual para sus actividades de promoción. De hecho, Bada blanqueó su cabello a rubio sin el conocimiento de su gestión, pensando que encajaría bien en el concepto de álbum. Los cambios fueron bien recibidos por los aficionados, y la canción principal del álbum, «Love», una canción pop de medio tiempo, también se convirtió en un éxito para el trío. Esto fue ayudado por el video musical sofisticado que acompañó a la pista, que fue filmado en la ciudad de Nueva York y costó más de US $1.000.000, una cantidad considerada grande para un video musical en ese momento. Su segundo sencillo, «Twilight Zone», también vio la continuación de lo edgy, tema de adultos, aunque todas ellas cambiaron su color de cabello de nuevo en tonos más oscuros. El concepto, sin embargo, se dejó caer al final de su calendario promocional, y las tres miembros volvieron a una imagen más simple; el baile para «Twilight Zone» fue cambiado posteriormente también. Las actividades de promoción se reanudaron a finales de enero de 2000.

### 2000:A Letter From Greenland
En diciembre de 2000 se estrenó el cuarto álbum de S.E.S., A Letter From Greenland. Esto fue acompañado de nuevo por un cambio en la imagen. Este álbum las vio alejarse de la imagen linda por completo, teniendo en su lugar un concepto "maduro". Todas las miembros llevaban trajes para sus actuaciones, y su aspecto era mucho más sofisticado. El estilo de sus canciones también se alejó de la música pop ligera: en lugar de tener canciones pop lindas (como sus dos primeros álbumes) o canciones R&B-pop (como su tercer álbum), este álbum era muy jazzístico. «감싸 안으며 (Show Me Your Love)» fue el primer sencillo del álbum. Un cover de «Tsutsumi Komu Youni...» de la estrella del J-pop Misia, la canción era una balada lenta y jazzística que mostraba las habilidades vocales de los tres cantantes. Este sencillo y álbum continuó la racha ganadora de S.E.S., ayudando a consolidar su estatus como el grupo superior de K-pop en ese momento. El segundo sencillo, «Be Natural», también lo hizo bastante bien, aunque sub-promovido en comparación con el primero.

### 2001:Surprise
En el verano de 2001, se lanzó un álbum especial (recibiendo la etiqueta ".5"). Llamado Surprise, su álbum número 4.5 fue una colección de sus canciones japonesas regrabadas en coreano (con nuevos instrumentales). El primer sencillo, «꿈 을 모아서 (Just In Love)», trajo a S.E.S. de nuevo a un tema feliz, aunque evitaron la imagen tierna de su debut. El video fue filmado en Tailandia, y coincidía con el tema soleado de la canción. La pista tuvo éxito, y contó con una fuerte promoción. Las promociones, sin embargo, fueron cortadas después de que el miembro Bada se desplomó de agotamiento durante una actuación en uno de los principales programas musicales de Corea. Debido a eso, sus otros sencillos del álbum fueron lanzados sin nuevos videos musicales filmados, con ellos siendo videos de compilación o montaje en su lugar. El álbum tuvo un rendimiento inferior al de las obras anteriores del grupo, aunque todavía logró vender más de 350.000 copias.

### 2002:Choose My Life-UyFriend
Su álbum principal, Choose My Life-U fue lanzado a principios de la primavera de 2002. Esta fue una continuación de su tema sofisticado, con la portada del álbum lleno de fotos sugestivas de las chicas. Su primer sencillo «U» fue bastante diferente, siendo muy intenso en el baile; el video mostraba a las chicas en posiciones y papeles dominantes, con Eugene incluso convirtiéndose en una dominatrix para una escena. Esta canción también lo hizo bien y devolvió a S.E.S. a la parte superior de las listas. «Just A Feeling», su segundo sencillo de este álbum, fue una pista de baile enérgico con un video igualmente enérgico. Sin embargo, su calendario promocional para la canción era limitado y no se realizó tan a menudo como sus otros sencillos. «Feeling» se convirtió en uno de sus pocos sencillo en no alcanzar el primer puesto en las listas de música.
Su álbum de regreso Friend (su "5.5"), fue lanzado a finales del mismo año. El sencillo principal fue titulado «Soul II Soul (S.II.S.)», que era un juego de palabras (como el número 2 se puede pronunciar como "E" en coreano). En el video musical de temas oscuros, Bada es vista escribiendo cartas mientras lloraba, Eugene está cortando conejos en una habitación (sugiriendo inestabilidad mental), y se ve a Shoo acariciando una gran bola de luz en su cama. La canción nunca se interpretó en la televisión.

### 2003–2016: Repercusiones
Después de lanzar el álbum recopilatorio Beautiful Songs, las miembros siguieron carreras solistas en la música y la actuación.
En 2007, el grupo celebró su décimo aniversario, y en 2008, aparecieron como un grupo en el programa surcoreano Happy Sunday. En octubre de 2009, hicieron otra aparición juntas en el programa Come To Play.
En 2014, su canción «Be Natural» fue re-hecha por sus compañeras de etiqueta Red Velvet, que en ese momento consistía en 4 miembros. La pista sirvió como su segundo sencillo oficial. También en ese año, las miembros Bada y Shoo aparecieron como invitadas en el programa Infinite Challenge, como parte de su especial de los años 90 con tema de Saturday, Saturday, I Am A Singer. En la ocasión, Eugene estaba ausente debido al embarazo y fue representada por la miembro de Girls' Generation Seohyun.

### 2016–2017: Regreso conRemember
El 28 de mayo de 2016, S.E.S asistió al evento benéfico Green Heart Bazaar. Unos meses más tarde, en octubre, se anunció que S.E.S. haría un regreso oficial a la escena musical en 2016, casi 20 años después del lanzamiento de su álbum debut. El 23 de noviembre, el horario del grupo fue revelado por su sello discográfico, con el anuncio oficial de un álbum conmemorativo especial. El 23 de noviembre, el proyecto de regreso del grupo #Remember fue revelado, detallando los próximos lanzamientos de S.E.S. El 28 de noviembre, S.E.S. lanzó la canción «Love [story]», un remake de su canción de 1997 «I'm Your Girl» y la canción de 1999 «Love», a través del proyecto SM Station. Su video musical fue lanzado el 29 de diciembre.
A partir del 5 de diciembre, el grupo protagonizó el reality show de diez episodios Remember, I'm Your S.E.S., transmitido a través de la aplicación móvil Oksusu. También celebraron un concierto de dos días Remember, the Day, los días 30 y 31 de diciembre en el Salón Daeyang de la Universidad Sejong en Seúl. El 17 de diciembre de 2016, S.E.S. proporcionó un rendimiento de regreso en You Hee-yeol's Sketchbook.
El 27 de diciembre, se anunció que el nuevo álbum de S.E.S. se titularía Remember, y contendría dos sencillos principales. Dos días después, se estrenaron videos de los principales sencillos «Remember» y «Paradise» junto al video completo de «Love [story]». El primer sencillo «Remember» fue lanzado oficialmente antes del álbum el 1 de enero, con su video musical; el segundo sencillo «Paradise» fue lanzado el 2 de enero, también con su video musical, junto con el álbum completo.
El 1 de marzo, tuvieron un fanmeet llamado I Will Be There, Waiting For You.

## Miembros
| Nombre artístico | Nombre artístico | Nombre real    | Nombre real | Fecha de nacimiento             | Lugar de nacimiento                     | Posición                   | Educación                   |
| Romanización     | Hangul           | Romanización   | Hangul      | Fecha de nacimiento             | Lugar de nacimiento                     | Posición                   | Educación                   |
| ---------------- | ---------------- | -------------- | ----------- | ------------------------------- | --------------------------------------- | -------------------------- | --------------------------- |
| Bada             | 바다             | Choi Sung-hee  | 최성희      | 28 de febrero de 1980 (45 años) | Wando-gu, Jeolla del Sur, Corea del Sur | Líder, Vocalista Principal | - Dankook University        |
| Eugene           | 유진             | Kim Yu-jin     | 김유진      | 3 de marzo de 1981 (44 años)    | Seúl, Corea del Sur                     | Sub-Vocalista              | - Korea Kent Foreign School |
| Shoo             | 슈               | Kunimitsu Shoo | 쿠니미츠 슈 | 23 de octubre de 1981 (43 años) | Yokohama, Kanagawa, Japón               | Sub-Vocalista              | - Korea Kent Foreign School |

## Discografía

### Álbumes coreanos
- I'm Your Girl (1997)
- Sea & Eugene & Shoo (1998)
- Love (1999)
- A Letter from Greenland (2000)
- Surprise (2001)
- Choose My Life-U (2002)
- Friend (2002)
- Remember (2017)

### Álbumes japoneses
- Reach Out (1999)
- Be Ever Wonderful (2000)

## Filmografía

### Programas de televisión
| Año  | Título                    | Cadena | Notas |
| ---- | ------------------------- | ------ | --- |
| 2014 | Infinite Challenge        | MBC    | Solamente las miembros Bada y Shoo (Eugene estaba ausente debido al embarazo; ella fue representada por Seohyun de Girls' Generation) |
| 2016 | You Hee-yeol's Sketchbook | KBS    | |
| 2016 | Sister's Slam Dunk        | KBS    | |

## Conciertos
- A Sweet Kiss from The World of Dream (2000)
- Remember, the Day (2016)

## Premios

### Golden Disk Awards
| Año  | Categoría              | Receptor | Resultado |
| ---- | ---------------------- | -------- | --------- |
| 1998 | New Artist of the Year | S.E.S.   | Ganador   |
| 1999 | Bonsang Award          |          | Ganador   |
| 2001 | Popularity Award       | S.E.S.   | Ganador   |

### Seoul Music Awards
| Año  | Categoría     | Receptor | Resultado |
| ---- | ------------- | -------- | --------- |
| 1998 | Bonsang Award |          | Ganador   |

### Mnet Asian Music Awards
| Año  | Categoría              | Receptor        | Resultado |
| ---- | ---------------------- | --------------- | --------- |
| 2000 | Best Female Group      | «Twilight Zone» | Nominado  |
| 2001 | Best Female Group      | «Just In Love»  | Ganador   |
| 2002 | Best Female Group      | «U»             | Ganador   |
| 2005 | Mnet PD's Choice Award | [ 20 ]          | Ganador   |

### Premios en programas de música

#### Inkigayo
| Año  | Fecha           | Canción             |
| ---- | --------------- | ------------------- |
| 1998 | 22 de febrero   | «I'm Your Girl»     |
| 1998 | 1 de marzo      | «I'm Your Girl»     |
| 1998 | 12 de abril     | «Oh My Love»        |
| 1999 | 10 de enero     | «Dreams Come True»  |
| 1999 | 31 de enero     | «I Love You»        |
| 1999 | 28 de febrero   | «I Love You»        |
| 1999 | 7 de marzo      | «I Love You»        |
| 2000 | 23 de enero     | «Twilight Zone»     |
| 2001 | 18 de febrero   | «Show Me Your Love» |
| 2001 | 25 de febrero   | «Show Me Your Love» |
| 2001 | 2 de septiembre | «Just In Love»      |
| 2002 | 10 de marzo     | «U»                 |
| 2002 | 17 de marzo     | «U»                 |
| 2002 | 24 de marzo     | «U»                 |

#### Young Lively
| Año  | Fecha         | Canción         |
| ---- | ------------- | --------------- |
| 1998 | 21 de febrero | «I'm Your Girl» |
| 1998 | 28 de febrero | «I'm Your Girl» |

#### Music Camp
| Año  | Fecha         | Canción             |
| ---- | ------------- | ------------------- |
| 1999 | 23 de enero   | «Dreams Come True»  |
| 2001 | 10 de febrero | «Show Me Your Love» |
| 2001 | 17 de febrero | «Show Me Your Love» |
| 2001 | 24 de febrero | «Show Me Your Love» |
| 2002 | 23 de marzo   | «U»                 |
| 2002 | 30 de marzo   | «U»                 |

#### Music Bank
| Año  | Fecha          | Canción             |
| ---- | -------------- | ------------------- |
| 1998 | 8 de diciembre | «Dreams Come True»  |
| 1999 | 5 de enero     | «Dreams Come True»  |
| 1999 | 19 de enero    | «Dreams Come True»  |
| 1999 | 9 de febrero   | «I Love You»        |
| 1999 | 2 de marzo     | «I Love You»        |
| 1999 | 16 de marzo    | «I Love You»        |
| 2001 | 8 de febrero   | «Show Me Your Love» |
| 2001 | 15 de febrero  | «Show Me Your Love» |
| 2001 | 22 de febrero  | «Show Me Your Love» |